# Protestantyzm na Barbadosie
Protestantyzm na Barbadosie w 2010 roku posiadał około 240 tysięcy wyznawców co stanowiło 88% populacji. Największe wyznania w obrębie protestantyzmu stanowią tam: anglikanizm (32%), ruch zielonoświątkowy (16,1%), ruch uświęceniowy/metodyzm (ok. 13%) i adwentyzm (10,2%).
Największe kościoły w kraju, w 2000 i 2010 roku, według Operation World:
| Kościół                                   | Liczba wiernych (2000) | Liczba wiernych (2010) | Procent ludności |
| ----------------------------------------- | ---------------------- | ---------------------- | ---------------- |
| Kościół Anglikański                       | 86 000                 | 82 000                 | 32,0%            |
| Kościół Adwentystów Dnia Siódmego         | 17 000                 | 26 085                 | 10,2%            |
| Kościół Metodystyczny                     | 16 000                 | 16 000                 | 6,2%             |
| Zielonoświątkowe Zbory Zachodnich Indii   | 10 500                 | 14 000                 | 5,5%             |
| Nowotestamentowy Kościół Boży (Cleveland) | 8000                   | 12 500                 | 4,9%             |
| Niezależne Kościoły Zielonoświątkowe      |                        | 12 000                 | 4,7%             |
| Spiritual Baptist                         |                        | 12 000                 | 4,7%             |
| Kościół Nazareński                        | 4500                   | 5957                   | 2,3%             |
| Wesleyański Kościół Uświęceniowy          | 4500                   | 5600                   | 2,2%             |
| Kościół Boży (Anderson)                   | 6000                   |                        |                  |
| Bracia plymuccy                           | 2500                   |                        |                  |
| Kościół Bożych Proroctw                   | 2200                   |                        |                  |